# Леза
Леза (итал. Lesa) — коммуна в Италии, располагается в регионе Пьемонт, в провинции Новара.
Население составляет 2402 человека (2008), плотность населения составляет 200 чел./км². Занимает площадь 12 км². Почтовый индекс — 28040. Телефонный код — 0322.
Покровителями коммуны почитаются святитель Мартин Турский, празднование 11 ноября, а также святые Иоанн Креститель, апостол Варфоломей, Иулий и Антоний Падуанский. 

## Демография
Динамика населения:

## Администрация коммуны
- Официальный сайт: http://www.comune.lesa.no.it/